# Gahnia hystrix
Gahnia hystrix är en halvgräsart som beskrevs av John McConnell Black. Gahnia hystrix ingår i släktet Gahnia och familjen halvgräs. Inga underarter finns listade i Catalogue of Life.